# Bugatti Automobili SpA
Bugatti Automobili SpA var en italiensk biltillverkare som verkade i Campogalliano, utanför Modena, mellan 1987 och 1997. 

## Historik
Den italienske entreprenören Romano Artioli planerade att bygga en sportbil som kunde konkurrera med lokala storheter som Ferrari, Lamborghini och Maserati. 1987 köpte han namnrättigheterna till Automobiles Ettore Bugatti och byggde en toppmodern fabrik för att producera sin nya bil. Artioli anlitade Paolo Stanzani och Marcello Gandini, välkända för sina arbeten med Lamborghini, för att ta fram den nya sportbilen. 1989 presenterades de första prototyperna till den första modellen, kallad Bugatti EB110. Siffran "110" i modellnamnet anspelade på grundaren Ettore Bugattis 110-årsdag 1991, det år som EB110:an introducerades på marknaden. 1993 köpte Romano Artioli även Lotus Cars av General Motors.
Dessvärre sammanföll Artolis planer med det tidiga 1990-talets recession och försäljningen kom aldrig upp i de volymer man planerat. Verksamheten sattes i likvidation i september 1995. Förvaltarna sålde Lotus till malaysiska Proton, medan Volkswagen AG köpte rättigheterna till namnet Bugatti 1998 och startade det nuvarande Bugatti Automobiles S.A.S. i Molsheim i Frankrike.

## Bildalleri

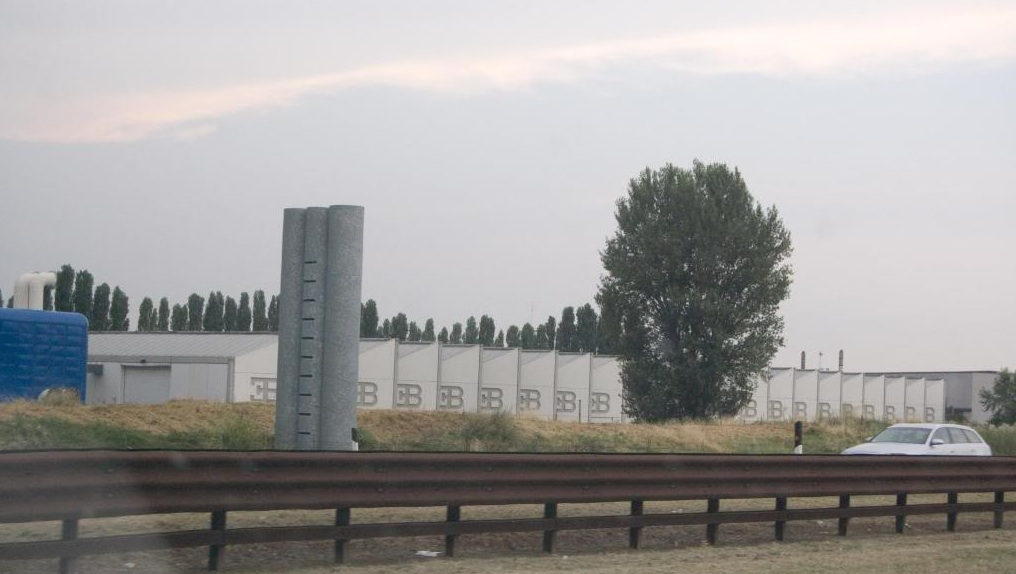
Fabriken i Campogalliano.
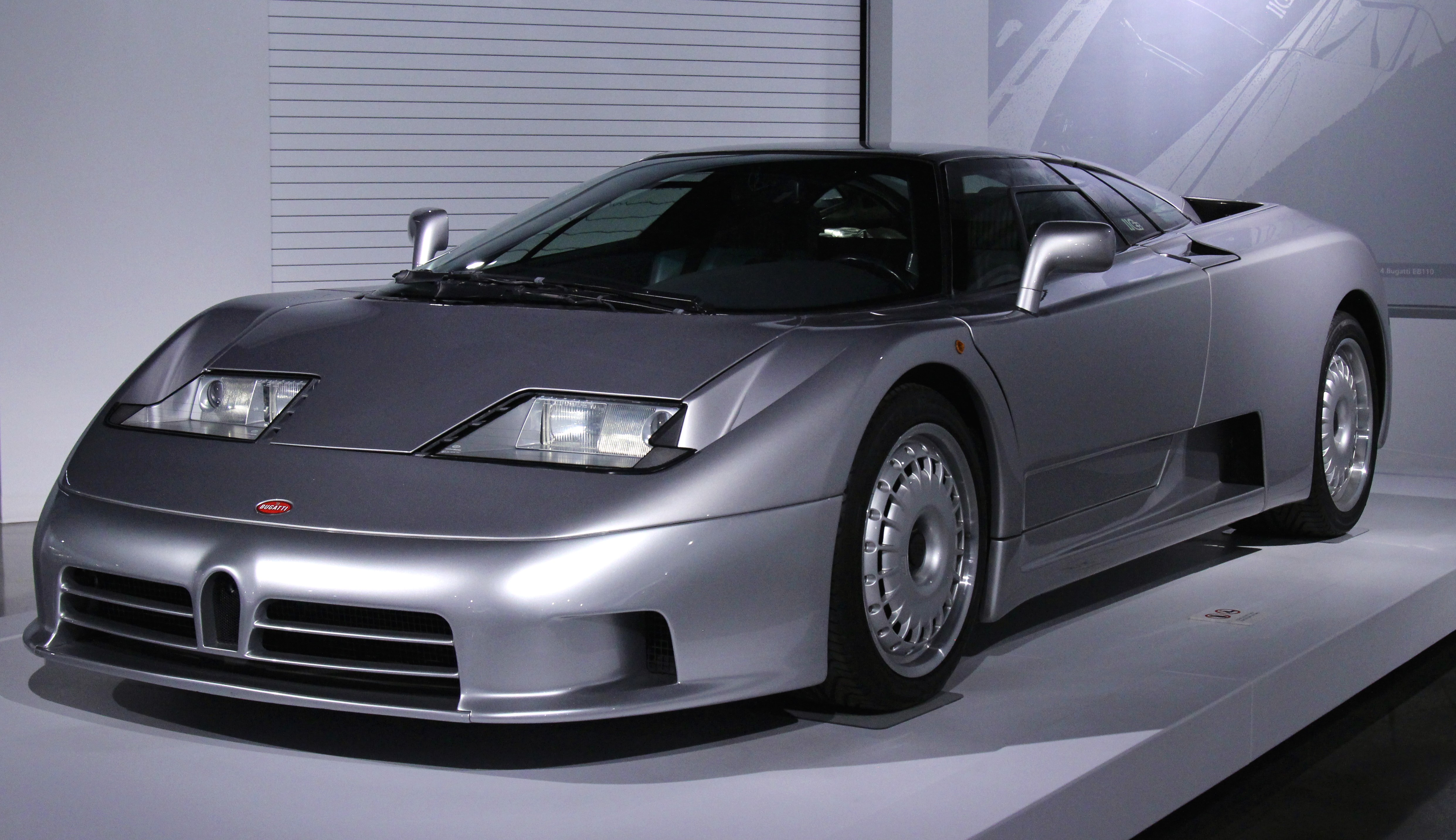
Bugatti EB110